# 木头凳镇
木头凳镇，是中华人民共和国河北省秦皇岛市青龙满族自治县下辖的一个乡镇级行政单位。

## 行政区划
木头凳镇下辖以下地区：
木头凳村、范杖子村、岔沟村、东洼子村、山东村、龙尾村、寿桃山村、杨树窝铺村、大河南村、安子沟村、八里地沟村、跳鱼沟村、大新杖子村、兴隆台子村、吴杖子村、牛角沟村、响水村、白土山村、付杖子村、谢庄村、邱杖子村和张台子村。